# Jukka Siren
Jukka Siren (né le 9 mars 1950 à Helsinki) est un architecte finlandais.

## Biographie
Jukka Siren est le fils de  Heikki Siren et de Kaija Siren,.
Il passe son baccalauréat à l'école mixte Lauttasaari en 1970.
De de 1971 à 1973, il étudié à l'Université technique de Vienne puis il obtient son diplôme d'architecte à l'Université technologique de Tampere en 1980.
Jukka Siren commence sa carrière chez Anderson Architects (Denver, États-Unis) en 1980-1981 et Peter Dominick Ass. (Denver) 1981–1982. 
Jukka Siren retourne en Finlande et travaille au cabinet d'architectes Siren Arkkitehdit en 1982-1984 puis en est le directeur général depuis 1984.
En parallèle, il a été membre du conseil d'administration de l'Association Uimahalli- ja kylpylätekninen yhdistys ry de 1999 à 2006.

## Ouvrages

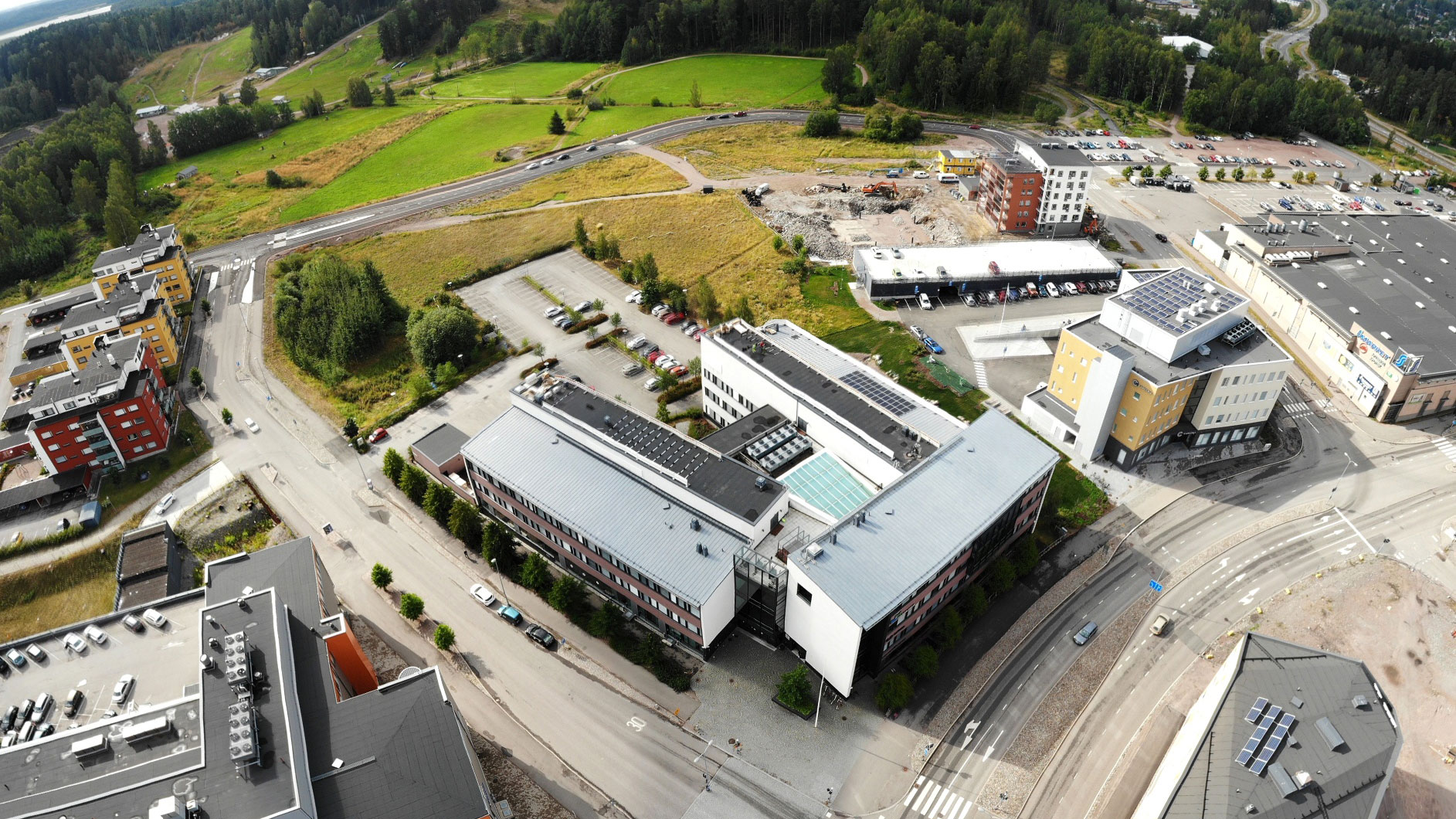
Campus de Porvoo.

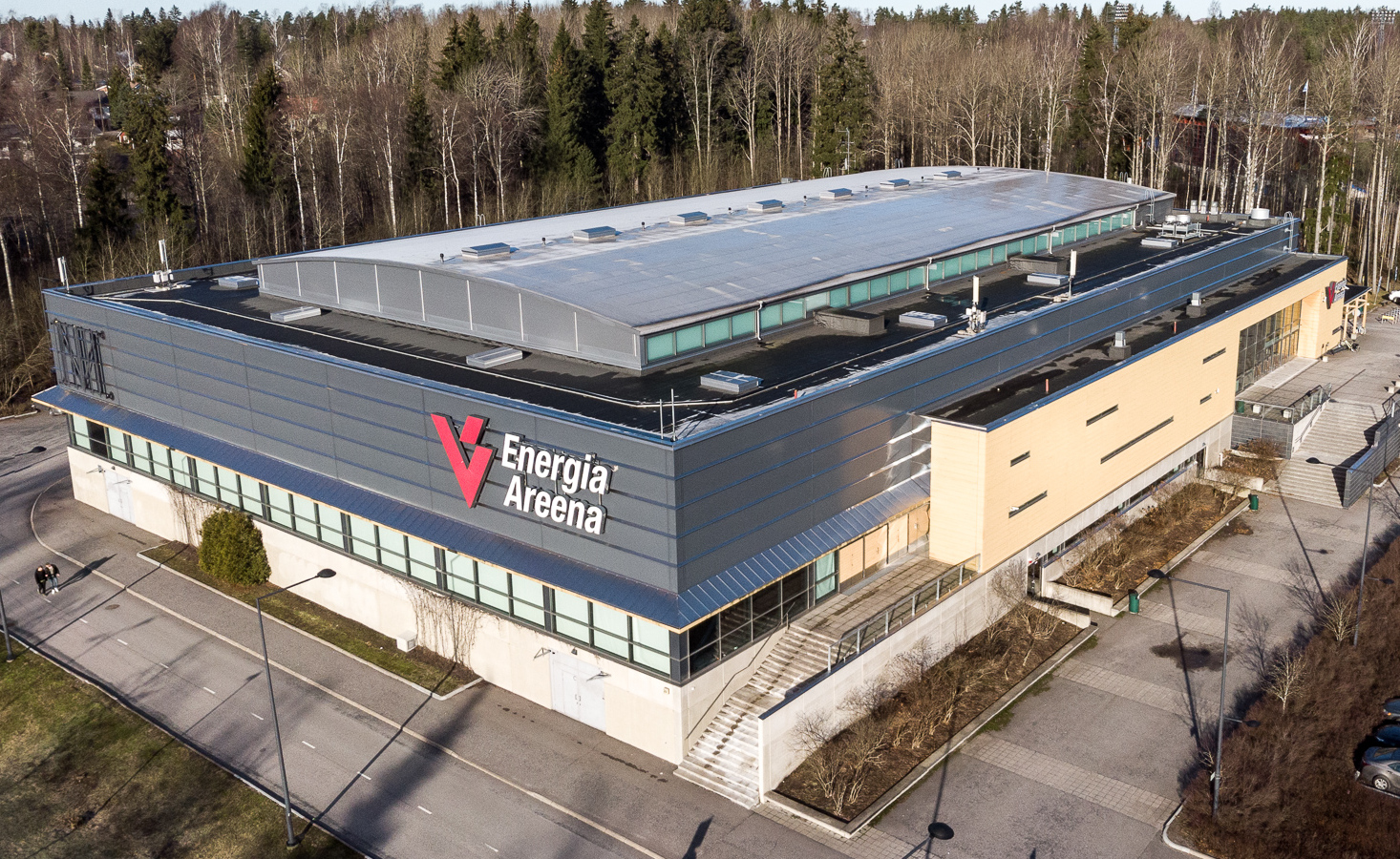
Energia Areena.

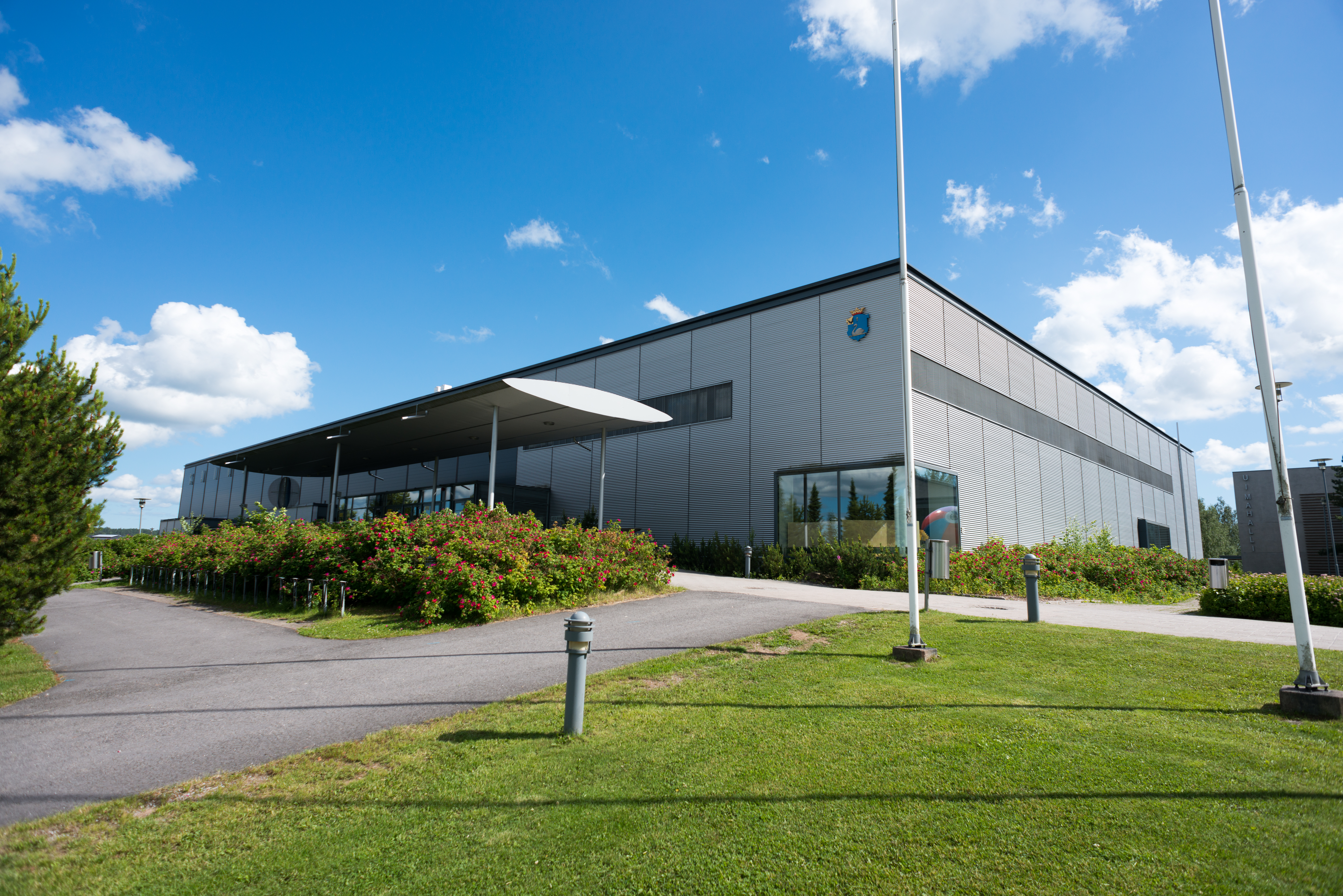
Salohalli.

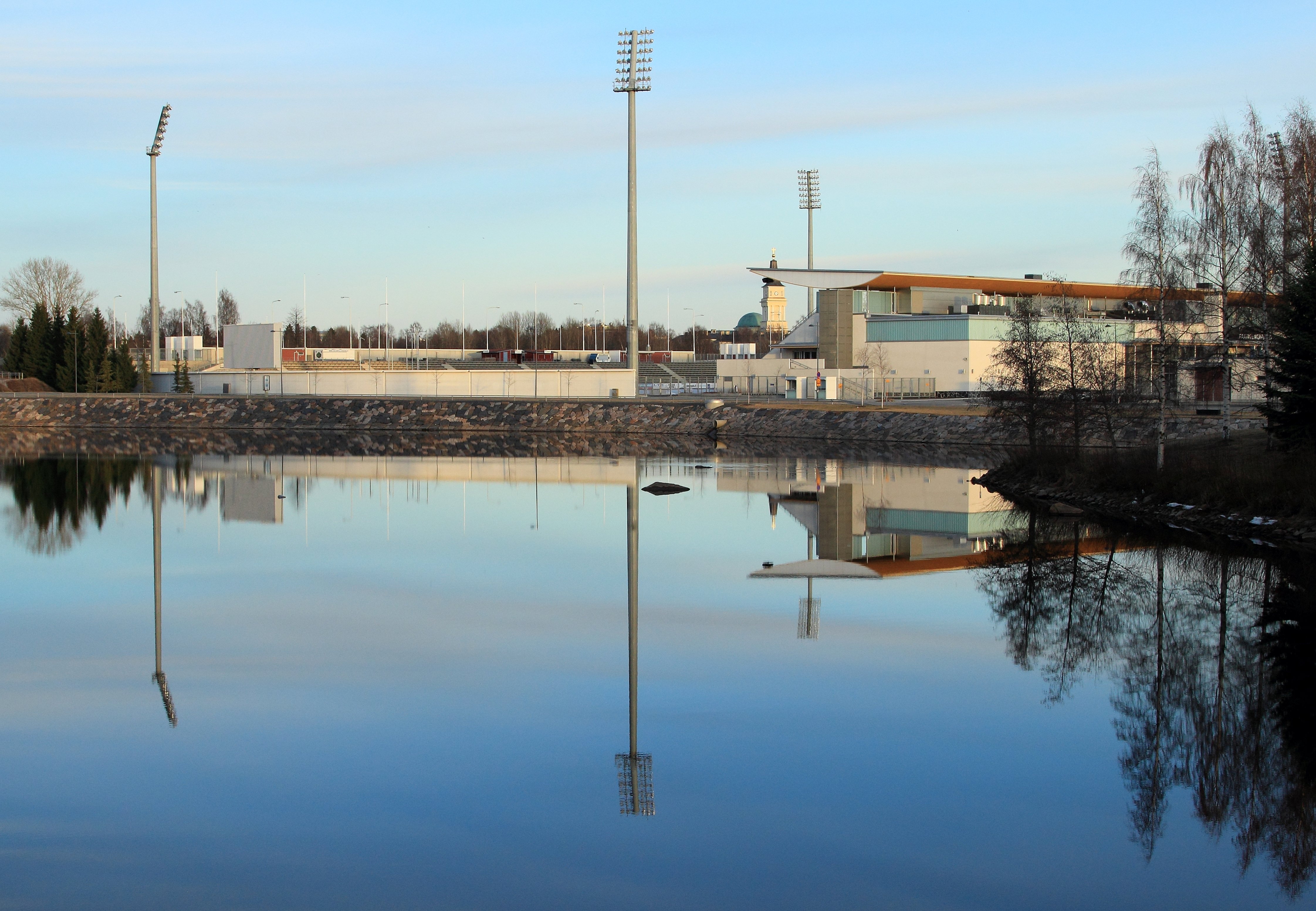
Centre sportif de Raati en 2014.

Jukka Siren a conçu ou participé à la conception des ouvrages suivants:
- Maison Havumaja, Espoo 1979
- Centre de Conférences de Tripoli, Libye 1982
- World Trade Center, Bangkok, Thaïlande 1982
- Immeuble de bureaux Marketindex, Espoo 1983
- Centre de recherche et laboratoires de biotechnologie, Sofia, Bulgarie 1985
- Villa Salonen, Hämeenlinna 1986
- Ambassade de Finlande à Riad, Arabie Saoudite 1987
- Maly Drama Théâtre, Léningrad 1989, rénovation
- Palais des invités, Bassorah, Irak 1990, restauration
- Salle de concerts de Lahti, extension, 1990
- École de commerce d'Helsinki, 1991, extension
- ATK-instituutti, Helsinki 1991
- Manoir de Kirkniemi, Lohja 1991, restauration
- Piscine de Kemi, 1997, extension
- Piscine du Parc des sports de Pirkkola, Helsinki 1997
- Salohalli, Salo 1998
- École mixte de Lauttasaari, auditorium, Helsinki 1999
- Consulat général de Finlande à Saint-Pétersbourg, Russie 2004
- Université des sciences appliquées Haaga-Helia, 2004
- Ympyrätalo, Helsinki 2004, extension et rénovation
- Graniittitalo, Helsinki 2006, rénovation
- Hôtel Leningradskaïa, Moscou 2006, rénovation
- Länsisatama, extension du terminal, Helsinki 2006
- Energia Areena, Vantaa 2007
- Trésor public, Helsinki 2008, rénovation
- Université des sciences appliquées Haaga-Helia, Campus de Porvoo, 2010
- Centre sportif de Raati, Oulu 2010, rénovation.